# Jan Cornelisz Verspronck
Johannes Corneliszoon Verspronck (* 30. Juni 1600 in Haarlem; † 1662 ebenda) war ein holländischer Porträtmaler des Barock im sogenannten Goldenen Zeitalter holländischer Malerei.

## Leben
Verspronck verbrachte sein ganzes Leben in Haarlem. Er war der Sohn des Malers Cornelis Engelsz aus Gouda, der ihm die Porträtmalerei näher brachte. Ab 1632 wurde er Mitglied der Haarlemer Lukasgilde und begann eine erfolgreiche Karriere als Porträtist der meist katholischen Einwohner aus Haarlem. Er war beeinflusst durch Frans Hals, was sich im Peinture, dem lebendigen Pinselstrich und den expressiven und ausgelassen Posen seiner Modelle zeigte. Seine Qualität lag vor allem in der präzisen Darstellung von Details wie Juwelen, Stoffe und Spitze. Dies machte ihn vor allem bei Auftraggebern begehrt, die weibliche Modelle abgebildet haben wollten. Beachtenswert ist auch, dass er eine Kommission überzeugte, 1642 eine Gruppe von Vorständen einer Haarlemer Wohltätigkeitseinrichtung porträtieren zu dürfen. Diese Frauen des "Heilige Geesthuis" waren an einem Tisch positioniert. Dies war eine Version, die er ein Jahr später in ähnlicher Weise erneut darstellte.

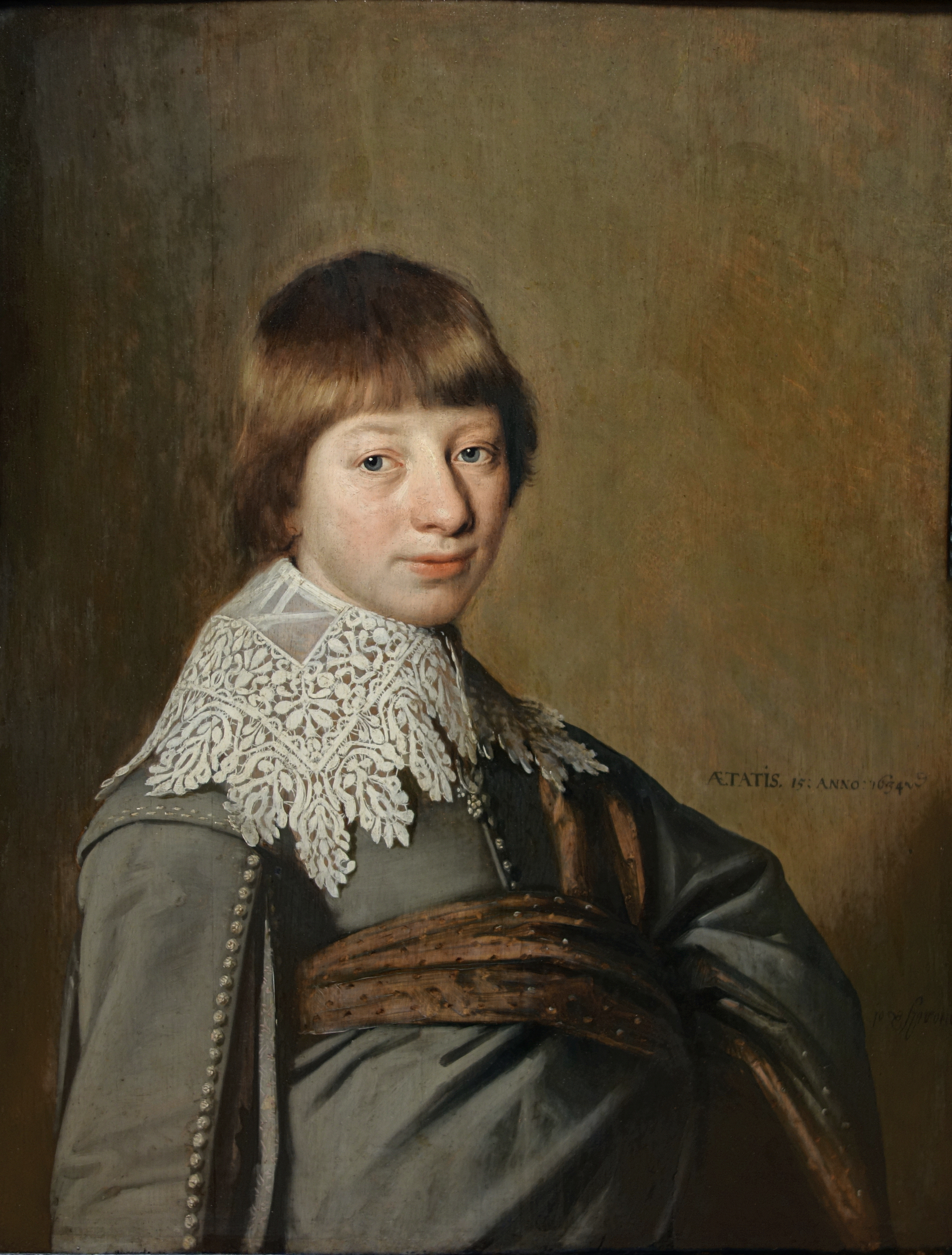
Porträt eines jungen Mannes, heute im Palais des Beaux-Arts de Lille, 1634
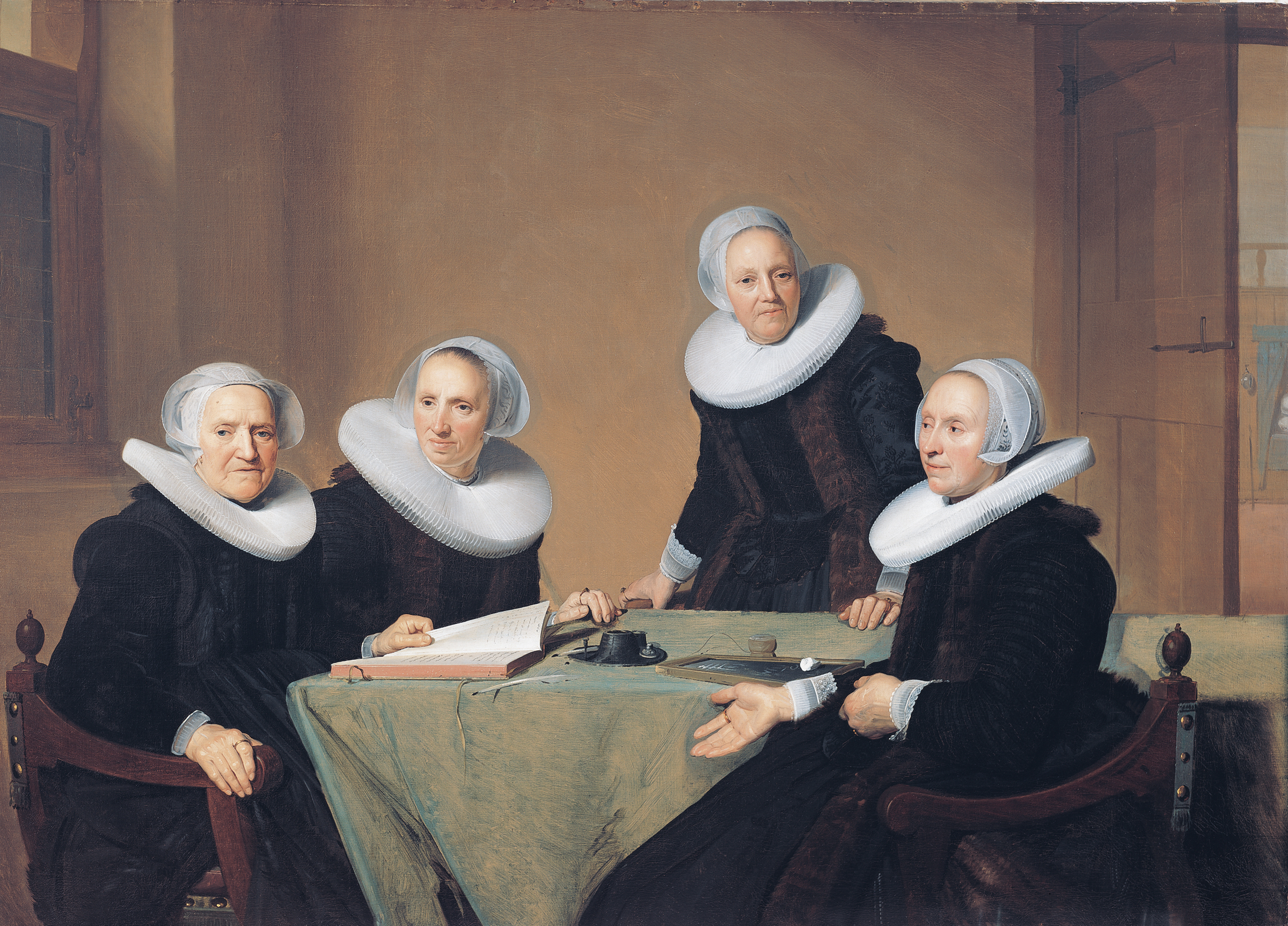
Porträts der Vorstände des St. Elisabeth Gasthuis in Haarlem, heute im Frans Hals Museum, 1641
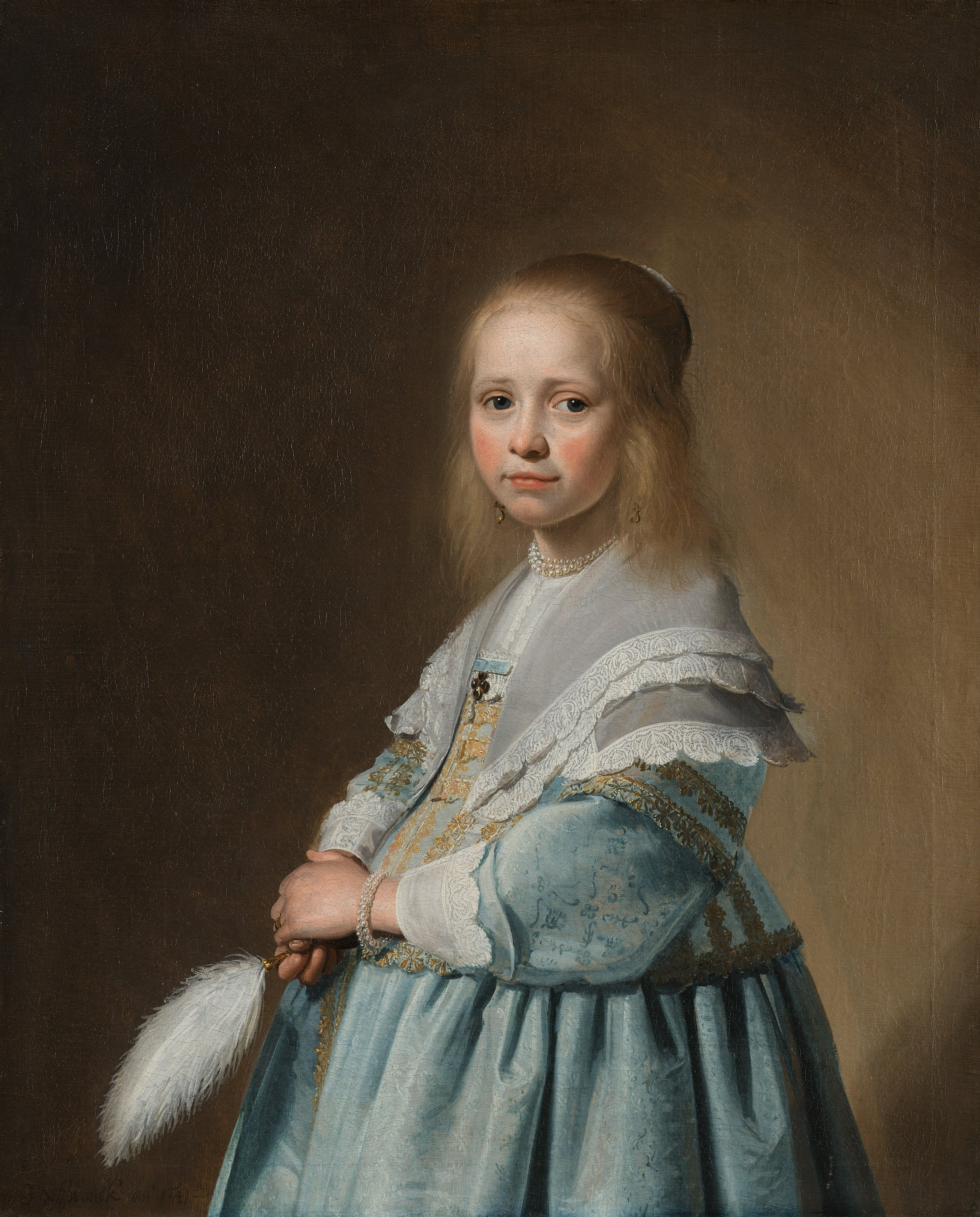
Johannes Cornelisz. Verspronck: Mädchen in Blau, Rijksmuseum Amsterdam, 1641
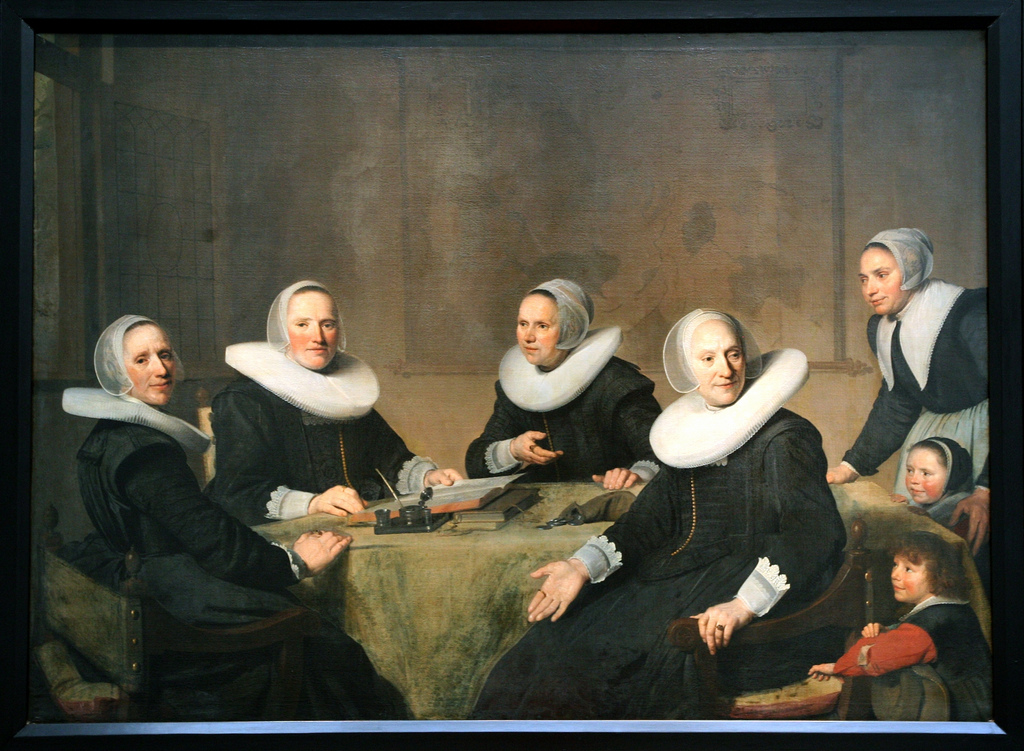
Porträt der Vorstände des Coen Cuserhof, Frans Hals Museum, 1642
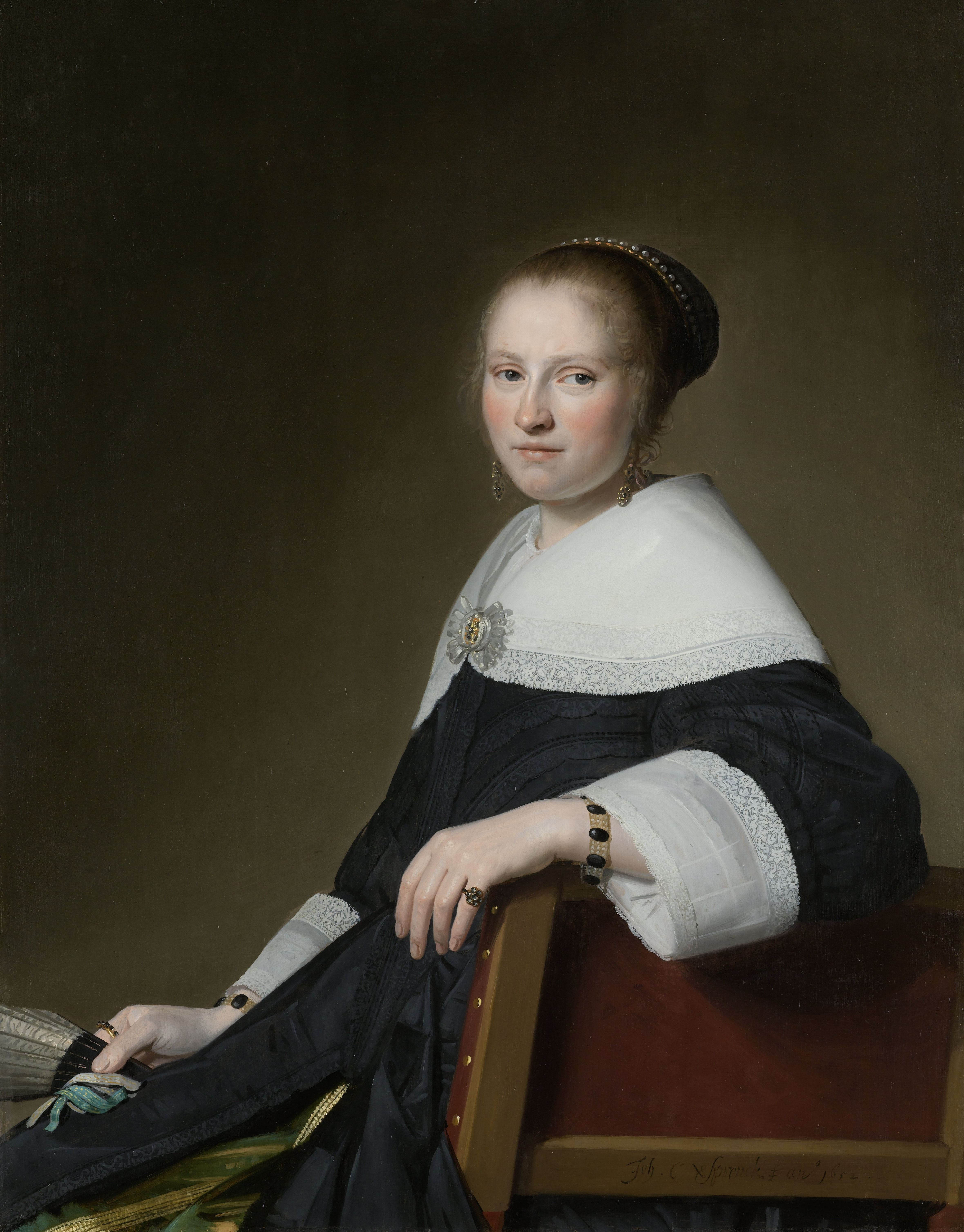
Porträt der Maria Strijp, Rijksmuseum Amsterdam, 1652
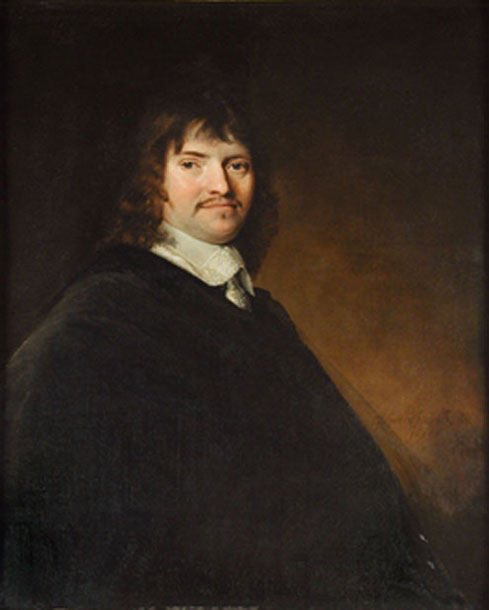
Porträt eines Gentlemens, National Museum für Dekorative Kunst, Buenos Aires, 1651

Nach Houbrakens Biographie hieß Verspronck „Gerard Sprong“ und war der Sohn des Malers Cornelis Engelsz.

## Werk

25 niederländische Gulden aus dem Jahr 1945

Von Verspronck sind über 100 Gemälde bekannt. Sein Mädchen in blauem Kleid zierte ab September 1945 die Banknote des 25 Guldenscheins. Von dieser Banknote wurden etwa 39 Millionen in Umlauf gebracht bis 1953 neue Noten herausgegeben wurden. Sein Porträt des Amsterdamer Kaufmanns Jean le Gouche (1634) kam als Raubkunst in die Sammlung von Hermann Göring. Das Porträt wurde versteigert und wechselte in die Kollektion von Jacques Goudstikker; heute ist der Verbleib unbekannt. 1945 verbrannte das Bild Bildnis einer jungen Frau in Berlin. Dieses Bild stammte ursprünglich aus der Sammlung Adolph Thiem.

## Belege
1. ↑  Engelsz (Seite nicht mehr abrufbar, festgestellt im April 2018. Suche in Webarchiven)  Info: Der Link wurde automatisch als defekt markiert. Bitte prüfe den Link gemäß Anleitung und entferne dann diesen Hinweis. in the RKD
2. ↑   Johannes Cornelisz Verspronck (Memento des Originals vom 20. Mai 2015 im Internet Archive)  Info: Der Archivlink wurde automatisch eingesetzt und noch nicht geprüft. Bitte prüfe Original- und Archivlink gemäß Anleitung und entferne dann diesen Hinweis. in the RKD
3. ↑  Johannes Cornelisz. Verspronck Biography in Die große Schau der Niederländischen Maler und Malerinnen (1718) by Arnold Houbraken, courtesy of the Digital library for Dutch literature
4. ↑  http://colnect.com/de/banknotes/banknote/27655-25_Gulden-1945_De_Nederlandsche_Bank_Issue-Niederlande
5. ↑  Bankpapier.com (Memento des Originals vom 8. Februar 2010 im Internet Archive)  Info: Der Archivlink wurde automatisch eingesetzt und noch nicht geprüft. Bitte prüfe Original- und Archivlink gemäß Anleitung und entferne dann diesen Hinweis.

| Personendaten    | Personendaten                                                                                 |
| ---------------- | --------------------------------------------------------------------------------------------- |
| NAME             | Verspronck, Jan Cornelisz                                                                     |
| ALTERNATIVNAMEN  | Verspronck, Johannes Cornelisz                                                                |
| KURZBESCHREIBUNG | holländischer Porträtmaler des Barock im sogenannten Goldenen Zeitalter holländischer Malerei |
| GEBURTSDATUM     | 30. Juni 1600                                                                                 |
| GEBURTSORT       | Haarlem                                                                                       |
| STERBEDATUM      | 1662                                                                                          |
| STERBEORT        | Haarlem                                                                                       |